# 半電池
半電池（はんでんち、half-cell）とは、化学電池の片方の極だけを見た状態。片方の極だけを見ているので単極 (single electrode) ということもある。例えばダニエル電池なら亜鉛電極と硫酸亜鉛水溶液が1つの半電池、銅電極と硫酸銅水溶液がもう1つの半電池である。半電池は化学電池の原理を説明する時に仮想的に考えるものであって、半電池が単独で存在していても電池としては機能しない。